# Merremia gracilis
Merremia gracilis är en vindeväxtart som beskrevs av E.J.F. Campbell och G. Argentina. Merremia gracilis ingår i släktet Merremia och familjen vindeväxter. Inga underarter finns listade i Catalogue of Life.